# Murinus Cornelius Piepers
Murinus Cornelius Piepers (ur. 1836, zm. 6 października 1919 w Hadze) – holenderski prawnik i entomolog, specjalizujący się w lepidopterologii.
Z wykształcenia był prawnikiem. Pierwszą niezależną posadę piastował jako urzędnik sądowy w latach 1869–1874 w Makasarze, ówczesnej stolicy Celebesu. Ostatecznie został wiceprezydentem Sądu Najwyższego Holenderskich Indii Wschodnich.
Piepers zaangażowany był w badania motyli Archipelagu Malajskiego. Publikował na temat ich faunistyki i biologii ewolucyjnej, w tym zjawiska mimikry. Był członkiem Entomologische Gesellschaft Iris w Dreźnie. Najbardziej znany jest z napisanego wspólnie z Pieterem C.T. Snellenem i Hansem Fruhstorferem dzieła The Rhopalocera of Java.